# Protaetia vermifer
Protaetia vermifer är en skalbaggsart som beskrevs av Haller 1884. Protaetia vermifer ingår i släktet Protaetia och familjen Cetoniidae. Inga underarter finns listade i Catalogue of Life.